# Patrick Macnee
Ne doit pas être confondu avec Patrick Magee.
Patrick Macnee, né le 6 février 1922 à Paddington, Londres (Royaume-Uni), et mort le 25 juin 2015 à Rancho Mirage (Californie, États-Unis), est un acteur britannico-américain.
Principalement connu pour son rôle de John Steed dans la série télévisée britannique Chapeau melon et bottes de cuir (The Avengers), qui lui a apporté la notoriété, il est aussi apparu dans d'autres séries à succès : Columbo, Magnum, Battlestar Galactica, Pour l'amour du risque ou Frasier, Arabesque.
Il apparaît également au cinéma dans le film d'horreur Hurlements, de Joe Dante, dans Dangereusement vôtre aux côtés de Roger Moore ou dans le documentaire parodique Spinal Tap.

## Biographie

### Enfance, formation et débuts
Né dans le quartier londonien de Paddington, Patrick Macnee est le fils ainé de Daniel Macnee, un entraîneur de chevaux de course, et de Dorothea Mary. Au moment de sa naissance, sa mère — une mondaine étourdie — se trouvait à une fête, et Patrick Macnee n'a jamais su s'il était vraiment né à l'hôpital ou à mi-parcours sur Bayswater Road, une rue de Londres menant à l'hôpital.
Alors que son père boit et dilapide la fortune familiale, ses parents divorcent ; son père fuit en Inde,, pendant que sa mère emménage avec sa petite amie. Il est par la suite élevé par sa mère et la riche compagne de celle-ci, l'« Uncle Evelyn » de ses mémoires. Il s'agit d'Evelyn Spottswood, dont la fortune venait de la marque de whisky écossais Dewar's. « Uncle Evelyn » paya sa scolarité,. Lors d'interviews, il a expliqué que son vrai prénom était Daniel, mais que sa mère — avec des racines irlandaises — avait pris l'habitude de le prénommer Patrick.
La mère de Patrick et l'« Uncle Evelyn », ayant banni les hommes de leur immense manoir dans le sud de l'Angleterre, voulaient qu'il porte des robes. Il fit un compromis en portant des kilts jusqu'à l'âge de onze ans,,.
Il suit sa scolarité au Summer Fields School (en) dans la banlieue nord d'Oxford et passe par le Collège d'Eton, d'où il est renvoyé pour avoir vendu de la pornographie et avoir été bookmaker. Questionné à ce sujet lors d'une interview donnée au Daily Express, il explique avec humour qu'il a reçu une « éducation générale »,. Il étudie également à la Webber Douglas Academy of Dramatic Art. Peu de temps avant qu'il ne débute dans un premier rôle, comme acteur principal dans un théâtre du West End auprès de Vivien Leigh, il est mobilisé pour la guerre.
Pendant le conflit, il s'enrôle en 1942 dans la Royal Navy comme simple matelot. Il devient second lieutenant en juin 1943 et navigateur d'une vedette-torpilleur qui sillonne la Manche et la Mer du Nord. Réaffecté au poste de premier lieutenant sur une deuxième vedette-torpilleur, il attrape une bronchite juste avant le jour J. Alors qu'il est en convalescence à l'hôpital, son bateau et l'équipage sont perdus dans l'action. Deux membres d'équipage reçoivent, à titre posthume, la Distinguished Service Medal (médaille pour distinction en service au Royaume-Uni). Il quitte la Navy en 1946 avec le grade de lieutenant.

### Carrière

#### Premiers rôles
En 1951, Patrick Macnee obtient son premier vrai rôle au cinéma, dans un film adaptant les contes de Charles Dickens ("Scrooge"  film de Noël britannique réalisé par Brian Desmond Hurst, sorti en 1951)
En 1952, il s'installe au Canada et travaille pour la télévision canadienne. De temps à autre, il traverse la frontière américaine pour tourner sur le petit et le grand écran ; ainsi, en 1956, il est un soldat dans La Bataille du Rio de la Plata. Il divorce peu après, puis enchaîne les apparitions dans des séries télévisées, jouant un membre d'équipage dans La Quatrième Dimension, puis un policier et un scientifique dans Alfred Hitchcock présente. En 1959, il obtient la nationalité américaine.

#### Chapeau melon et bottes de cuir

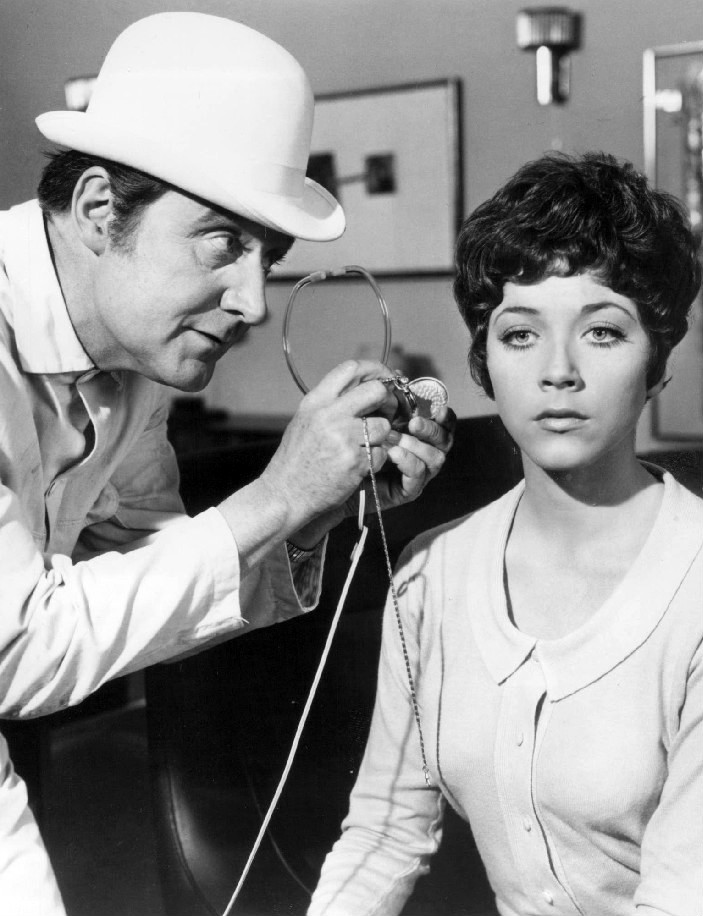
Avec Linda Thorson dans Chapeau melon et bottes de cuir (1968)

En 1960, il retourne en Grande-Bretagne et met sa carrière d'acteur entre parenthèses. Il choisit de co-produire une série documentaire de 27 épisodes The Valiant Years consacrée à l'ancien Premier ministre Winston Churchill ; c'est alors que Leonard White, une de ses connaissances, lui propose de jouer dans la série Chapeau melon et bottes de cuir aux côtés de Ian Hendry. La série débute en 1961 et John Steed, le personnage joué par Macnee, n'est qu'un personnage secondaire. Après la première saison et le départ de Ian Hendry, le rôle s'étoffe, au fur et à mesure de la série. Macnee avouera plus tard qu'il a toujours considéré Hendry, son premier partenaire, comme celui qu'il préférait, car il s'agissait de celui avec lequel il avait commencé la série[réf. nécessaire].
Du premier épisode, où John Steed porte un trench-coat à la façon de Columbo, l'habillement du personnage évolue aussi, non seulement avec le chapeau melon, mais aussi avec un parapluie cachant une canne-épée et un complet dans le style de Savile Row, souvent agrémenté d'un gilet.
Le personnage joué par Macnee, qui incarnait le charme et le flegme du gentleman anglais par excellence, influença sa propre vie aux yeux de son public, au cinéma et à la télévision.
Katherine Woodville (en), qui joue la première victime dans la série, devient sa femme en 1965. Patrick Macnee connaît malheureusement quelques problèmes : en 1968, sa complice Diana Rigg quitte la série, ce qui le plonge dans une dépression. En 1969, il divorce pour la seconde fois, et entame une psychothérapie qui le guérit de son tabagisme et de son alcoolisme[réf. nécessaire].

#### Suite de la carrière

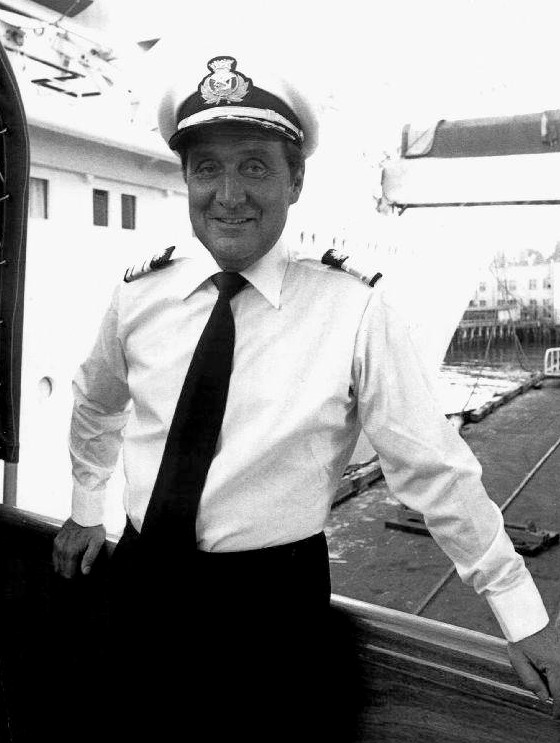
Patrick Macnee en mai 1975 dans la série Columbo.

En 1975, Patrick Macnee apparaît dans l'épisode Eaux troubles de la série Columbo où il campe le rôle du commandant du bateau de croisière. En 1976, il reprend le rôle de John Steed pour une seconde série de Chapeau melon et bottes de cuir (le titre original étant The New Avengers) et revient habiter en Angleterre le temps du tournage. En 1978, on le retrouve dans la série originelle Galactica où il incarne, dans les épisodes 15 et 16, le redoutable comte Iblis. Il est également la voix off du générique du début de la série en version originale.
Il tient plusieurs rôles dans les années 1980, notamment dans Hurlements, qu'il tient pour le meilleur film de sa carrière[réf. nécessaire]. Il tourne également aux côtés de Roger Moore dans un James Bond, Dangereusement vôtre.
En 1986, il donne la réplique à Linda Hamilton dans le téléfilm Club Med. En 1988, lui et Tony Curtis jouent ensemble dans L'Homme homard venu de Mars, bien qu'ils ne partagent aucune scène. Cette même année, il épouse Baba Majos de Nagyszenye, et accueille la naissance de Christopher, son petit-fils. Il tourne également quelques publicités, pour des marques de montres et de champagne.
En 1995, il apparaît comme chauffeur dans Don't Look Back in Anger, un clip du groupe de rock Oasis. En 1997, il apparaît en tant que narrateur dans une série de documentaires américains : Patrick Macnee's Ghost Stories (en). En 1998, dans l'adaptation cinématographique de la série, il joue le rôle d'un colonel invisible.
En 2001, il signe son avant-dernière apparition sur un plateau dans la série Frasier où il incarne le père d'un comédien plutôt raté qui souhaite se produire en one man show. Sa dernière participation en tant que comédien remonte à 2003. En 2005, il apparaît en tant que narrateur dans un documentaire américain sur les sociétés secrètes Angels and Demons revealed.
En 2011, Patrick Macnee présente le cinquantième anniversaire de la série Chapeau melon et bottes de cuir.

### Décès
Patrick Macnee meurt le 25 juin 2015, à l'âge de 93 ans, chez lui à Rancho Mirage en Californie, de mort naturelle.

### Vie privée
Patrick Macnee épouse tout d'abord l'actrice Barbara Helen Douglas Foulds, son aînée d'un an. Leur fils Rupert naît en 1947, et leur fille Jennifer en 1950. Il se marie ensuite avec l'actrice Katherine Woodville (en) , avec qui il avait joué dans Chapeau melon et bottes de cuir. Ils ont une fille, Kate Woodville. Enfin, il se marie avec Baba Majos de Nagyzsenye (décédée en 2007).
Il résidait depuis quarante ans dans le désert californien, près de Palm Springs.
Trouvant l'Amérique du Nord moins stricte, il devient un membre actif d'une colonie de nudistes, l'Elysium, vers le milieu des années 1970,.

#### Personnalité
Contrairement à son personnage dans Chapeau melon et bottes de cuir, Patrick Macnee haïssait les voitures anciennes et le faisait bien savoir. Il n'utilisait également jamais d'arme à feu, et prenait régulièrement la parole pour dénoncer la prolifération de ces armes.
Afin qu'il puisse jouer John Steed, il demanda que le sang ne soit jamais montré durant la série, car il était dégoûté par les horreurs de la guerre. Son personnage utilise son parapluie comme un crochet ou son chapeau melon comme une arme, mais rarement sa canne-épée dissimulée dans son parapluie. Les personnages de Chapeau melon et bottes de cuir (1961 à 1977) préfèrent le plus souvent le combat à main nues.
Parmi ses loisirs, Patrick Macnee était passionné d'observation ornithologique.

## Filmographie

### Cinéma
| Année | Titre                                                          | Réalisation                                              | Rôle                             | Commentaires                                                                                                  |
| ----- | -------------------------------------------------------------- | -------------------------------------------------------- | -------------------------------- | --- |
| 1943  | Colonel Blimp (The Life and Death of Colonel Blimp)            | Michael Powell et Emeric Pressburger                     | un figurant                      | |
| 1948  | The Fatal Night (en)                                           | Mario Zampi                                              | Tony                             | |
| 1949  | All Over the Town (en)                                         | Derek N. Twist                                           | Mr. Vince                        | |
| 1950  | The Girl Is Mine                                               | Marjorie Deans (en)                                      | Hugh Hurcombe                    | |
| 1950  | Dick Barton at Bay                                             | Godfrey Grayson                                          | Phillips                         | |
| 1950  | Le Chevalier de Londres (The Elusive Pimpernel)                | Michael Powell et Emeric Pressburger                     | l'Honorable John Bristow         | |
| 1951  | Scrooge                                                        | Brian Desmond Hurst                                      | Jacob Marley jeune               | |
| 1953  | Trois meurtres (en) (Three Cases of Murder)                    | David Eady George More O'Ferrall Wendy Toye Orson Welles | un garde subalterne              | trois histoires de meurtre par trois réalisateurs (Orson Welles n'est pas crédité et Patrick Macnee non plus) |
| 1956  | La Bataille du Rio de la Plata (The Battle of the River Plate) | Michael Powell et Emeric Pressburger                     | Capitaine de corvette Medley     | de la Royal Navy sur le HMS Ajax                                                                              |
| 1957  | Femmes coupables (Until They Sail)                             | Robert Wise                                              | soldat Duff                      | crédité, mais la scène est coupée au montage                                                                  |
| 1957  | Les Girls (Les Girls)                                          | George Cukor                                             | Sir Percy                        | |
| 1972  | Suceurs de sang (Incense for the Damned)                       | Robert Hartford-Davis                                    | Derek Longbow                    | |
| 1979  | King Solomon's Treasure                                        | Alvin Rakoff                                             | Capitaine Good                   | de la Royal Navy                                                                                              |
| 1980  | Le Commando de Sa Majesté (The Sea Wolves)                     | Andrew V. McLaglen                                       | major « Yogi » Crossley          | |
| 1980  | Hurlements (The Howling)                                       | Joe Dante                                                | docteur George Waggner           | |
| 1981  | Adorables Faussaires (The Hot Touch)                           | Roger Vadim                                              | Vincent Reyblack                 | connu aussi sous le titre Hot Touch                                                                           |
| 1982  | Docteurs in love (Young Doctors in Love)                       | Garry Marshall                                           | Jacobs                           | |
| 1983  | The Creature Wasn't Nice                                       | Bruce Kimmel (en)                                        | Docteur Stark                    | connu aussi sous les titres Naked Space Spaceship                                                             |
| 1983  | Sweet Sixteen                                                  | Jim Sotos (en)                                           | Docteur John Morgan              | connu aussi sous Sweet 16                                                                                     |
| 1984  | Spinal Tap                                                     | Rob Reiner                                               | Sir Denis Eton-Hogg              | connu aussi sous le titre This Is Spinal Tap, n'est sorti en France qu'en 2000, il joue son propre rôle       |
| 1985  | Dangereusement vôtre (A View to a Kill)                        | John Glen                                                | Sir Godfrey Tibbett ou Tibbett   | |
| 1985  | Shadey (en)                                                    | Philip Saville                                           | Sir Cyril Landau                 | |
| 1988  | Waxwork                                                        | Anthony Hickox                                           | Sir Wilfred                      | |
| 1988  | H4 La planète sans retour (Transformations)                    | Jay Kamen                                                | Père Christopher                 | |
| 1989  | L'Homme homard venu de Mars (Lobster Man From Mars)            | Stanley Sheff                                            | professeur Plocostomos           | |
| 1989  | Le Masque de la Mort Rouge (Masque of the Red Death)           | Larry Brand                                              | Machiavel                        | de l'œuvre d'Edgar Allan Poe                                                                                  |
| 1989  | Chill Factor                                                   | David McKenzie (David L. Stanton)                        | Carl Lawton                      | |
| 1991  | SAS : L'Œil de la veuve (Eye of the Widow)                     | Andrew V. McLaglen                                       | Andrew Marcus                    | |
| 1992  | Waxwork 2 : Perdus dans le temps (Waxwork II: Lost in Time)    | Anthony Hickox                                           | Sir Wilfred                      | |
| 1993  | King B: A Life in the Movies                                   | Mike Valerio (en)                                        | lui-même                         | film documentaire écrit, produit et réalisé par Mike Valerio (en)                                             |
| 1998  | Chapeau melon et bottes de cuir (The Avengers)                 | Jeremiah S. Chechik                                      | l'invisible colonel Jones (voix) | |
| 2003  | The Low Budget Time Machine                                    | Kathe Duba-Barnett                                       | Docteur Ballard                  | |

### Télévision

#### Années 1940 et 1950
- 1946 : Arms and the Man (téléfilm) : un officier
- 1947 : Hamlet (téléfilm) : Laertes
- 1948 : Wuthering Heights (téléfilm) : Edgar Linton
- 1949 : Macbeth (téléfilm) : Malcolm
- 1950-1952 : Sunday Night Theatre (en) (série) : Lodovico / Rolf Hornblower / Peter / Capitaine Peter Niles
- 1951 : Nocturne in Scotland (téléfilm) : Duc d'Argyll
- 1952-1953 : Tales of Adventure (en) (série) : Roger Sudden
- 1952-1960 : General Motors Presents (connu aussi sous les noms General Motors Theatre ou Encounter)  (série) : plusieurs personnages dans 28 épisodes (avocat de la défense, sergent de police Pine, Kesson, Lieutenant Brooks, Smoky, etc.)
- 1955 : Scope (série) : personnage dans 2 épisodes, dont Horatio
- 1956 : Till Death Do Us Part (série General Motors Presents)
- 1958 : Studio One (série) : Bill Cheever
- 1958 : The Veil (en) (série, épisode Vision of Crime) : le policeman
- 1958 : Northwest Passage (série) : Colonel Trent
- 1958 : Suspicion (série) : Biersdorf
- 1959-1959 : Alfred Hitchcock présente (série) : Sergent Farrell / Professeur Kersley
- 1959 : La Quatrième Dimension (The Twilight Zone) (série, saison 1, épisode La nuit du jugement) : le premier officier
- 1959 : Rawhide (série) : Henry Watkins
- 1959 : Markham (série) : John White
- 1959 : Black Saddle (série) : Michael Kent
- 1959 : Le Renard des marais (The Swamp Fox) (série) : un capitaine britannique
- 1959 : Aventures dans les îles (Adventures in Paradise) (série) : Colonel O'Neill
- 1959 : Arthur (court-métrage) : Sgt. John Theron

#### Années 1960 et 1970
- 1960, 1964 et 1966 : Armchair Theatre (série) : Arthur / Algernon Moncrieff / David Manning
- 1961-1969 : Chapeau melon et bottes de cuir (The Avengers) dont Requiem ou Dans 7 jours le déluge : John Steed
- 1962 : The Winter's Tale (téléfilm) : Polixenes
- 1964 et 1966 : Love Story (série) : Alan / Richard Page / Crawford
- 1969 : Mister Jerico (téléfilm) : Dudley Jerico
- 1970 : Le Virginien (The Virginian) (série) : Connor
- 1971 : Opération Danger (Alias Smith and Jones) (série) : Norman Alexander
- 1971 : Night Gallery (série) : Major Crosby
- 1972 : The Woman I Love (téléfilm) : Lord Brownlow
- 1973 : Diana (série) : Bryan Harris
- 1974 : Great Mysteries (série) : Charles Foster
- 1975 : Columbo : Eaux troubles (Troubled Waters) (série) : Capitaine Gibbon
- 1975 : Caribe (série) : Hendy
- 1975 : Matt Helm (série) : Shawcross
- 1976 : Sherlock Holmes in New York (téléfilm) : Dr Watson
- 1976-1977 : Chapeau melon et bottes de cuir (The New Avengers) (série) : John Steed
- 1977 : Dead of Night (téléfilm) : Dr Gheria
- 1978 : Sweeptakes (série) : Rodney
- 1978 : Evening in Byzantium (téléfilm) : Ian Waldeigh
- 1978-1979 : Battlestar Galactica (série) : Comte Iblis
- 1979 : The Billion Dollar Threat (téléfilm) : Horatio Black

#### Années 1980
- 1980 : Le Vagabond (The Littlest Hobo) (série) : Elmer
- 1981 : Vegas (série) : Lyle Jeffries
- 1981 : Dick le rebelle (Dick Turpin) (série) : Lord Melford
- 1981 : House Calls (en) (série, saison 3, épisode 3, Uncle Digby) : Oncle Digby
- 1981 : Comedy of Horrors (téléfilm) : Hôte
- 1982 : Répétition pour un meurtre (Rehearsal for Murder) (téléfilm) : David Matthews
- 1982-1983 : Gavilan (en) (série) : Milo Bentley
- 1983 : Automan (série) : Lydell Hamilton
- 1983 : Likely Stories, Vol.2 (téléfilm) : un docteur
- 1983 : Le Retour des agents très spéciaux (The Return of the Man from U.N.C.L.E., téléfilm) : Sir John Raleigh
- 1983 : En route vers l'enfer (télésuite en cinq épisodes) : Major Wickers
- 1984 : Empire (série) : Calvin Cromwell :
- 1984 : Magnum (Magnum, P.I.) (série) : Chee
- 1984 : Pour l'amour du risque (Hart to Hart) (série 5, épisode 22 Les voleurs de bijoux) ( / Meanwhile, Back at the Ranch) : Matthew Grade
- 1984 : La croisière s'amuse (The Love Boat) (série) : David Blake
- 1985 : Hôtel (série) : Edmund Bradshaw
- 1985 : Lime Street (en) (série) : Sir Geoffrey Rimbatten
- 1985 : Arabesque (série, saison 2, épisode 5 Le sosie de l'assasin / Sing a Song of Murder) : Oliver Trumbull
- 1986 : Club Med (téléfilm) : Gilbert Anthony Paige
- 1986 : Mary (en) (série) : Burke
- 1986 : Blacke's Magic (en) (série) : Beechum
- 1988 : Alfred Hitchcock présente (Alfred Hitchcock presents) (série) : Thaddeus
- 1989 : Le tour du monde en 80 jours (Around the World in 8O Days) (série) : Ralph Gautier
- 1989 : War of the Worlds (série) : Valery Kedrov
- 1989 : Where There's a Will (téléfilm) : Charles Crow-Finch
- 1989 : Terreur sur la ligne 2 (Sorry, Wrong Number) (téléfilm) : Nigel Evans
- 1989 : Dick Francis : Blood Sport (téléfilm) : Geoffrey Keeble
- 1989 : The Return of Sam McCloud (téléfilm) : Tom Jamison
- 1989 : Dick Francis : Twice Shy (téléfilm) : Geoffrey Keeble

#### Années 1990
- 1990 : Ray Bradbury présente (The Ray Bradbury Theater) (série) : Stendahl
- 1990-1992 : Super Force (série) : E.B. Hungerford
- 1991 : Enquêtes à Palm Springs (P.S.I. Luv U) (série) : Oncle Ray Bayley
- 1991 : Sherlock Holmes and the Leading Lady (téléfilm) : Dr. Watson
- 1991 : P.S.I. Luv U (téléfilm) : Oncle Ray Bailey
- 1991 : The Gambler Returns: The Luck of the Draw (téléfilm) : Sir Colin
- 1992 : Coach (série) : Mr. Thind
- 1992 : Incident at Victoria Falls (téléfilm) : Dr. John Watson
- 1992 : Dream On (série) : Elliot Sterns
- 1992 : Arabesque (série, saison 9, épisode 5 Le fichier / The Dead File) : Dayton Whiting
- 1993 : Jack's Place (série) : Henry
- 1993 : The Hound of London (téléfilm) : Sherlock Holmes
- 1993-1994 : Kung Fu, la légende continue (Kung Fu: The Legend Continues) (série) : Steadman
- 1994 : Caraïbes offshore (Thunder in paradise) (série) : Edward Whitaker
- 1996 : Sherlock Holmes: The Case of the Temporal Nexus (téléfilm) : Sherlock Holmes
- 1997 : Jeux d'espions (Spy Game) (série) : Dr. Quentin / Mr. Black
- 1997 : Diagnostic: meurtre (Diagnosis Murder) (série) : John Garrison
- 1997 : Night Man (téléfilm) : Dr. Walton
- 1997-1998 : Night Man (série) : Dr. Walton
- 1999 : La Dynastie des Carey-Lewis : Nancherrow (Nancherrow) (téléfilm) : Lord Peter Awliscombe

#### Années 2000
- 2000 : Associées pour la loi (Family Law) (série) : Sir Thomas Matthews
- 2001 : Frasier (série) : Cecil Hedley

## Théâtre
- 1941 : Little women de Louisa May Alcott, Westminster Theatre
- 1972-1973 : Sleuth de Anthony Shaffer, Music Box Theatre (N.Y.C, Manhattan)

## Clips
- Patrick Macnee apparaît en 1987 dans le clip vidéo Don't Get Me Wrong du groupe The Pretenders[source secondaire souhaitée] ;
- Il apparaît également en 1996 dans le clip Don't Look Back in Anger du groupe Oasis[13].

## Publications
- Chapeau melon et bottes de cuir, coécrit avec Peter Leslie :
  - 1965 : tome 1 : (en) Deadline (L'Article de la mort, Huitième Art, 1995 ; traduit en français par Martin Winckler)
  - 1966 : tome 2 : (en) Dead Duck (Canard mortel, Huitième Art, 1996 ; traduit en français par Martin Winckler)
    -       - "Blind in one ear" coécrit avec Marie Cameron (eng) 1988 "Chapeau Melon-Mémoires" traduit par Jean Autret Presses de la Renaissance-Réédition J'ai lu

## Voix françaises
- Jean Berger dans :
  - Chapeau melon et bottes de cuir (série télévisée)
  - Columbo : Eaux troubles (téléfilm)
  - Le Commando de Sa Majesté
  - Automan (série télévisée)
  - Magnum (série télévisée)
  - La croisière s'amuse (série télévisée)
  - Spinal Tap
  - Dangereusement vôtre
  - Arabesque (série télévisée)
  - Le Tour du monde en quatre-vingts jours (mini-série)
  - L'Homme homard venu de Mars
  - Sherlock Holmes et la Diva

- Jean-Claude Michel dans :
  - Hurlements
  - Pour l'amour du risque (série télévisée, dernier épisode)

Mais aussi :
- Jacques Dacqmine dans Les Girls
- Roland Ménard dans Sherlock Holmes à New York (téléfilm)
- Vincent Grass dans Chapeau melon et bottes de cuir (film)